# François d’Esparbès de Lussan

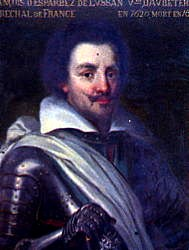
Porträt de Marschalls Aubeterre, Anonym, 17. Jahrhundert

François d’Esparbès de Lussan († Ende Januar 1628 auf Burg Aubeterre), Vicomte d’Aubeterre, Seigneur de Lussan, Baron de Chadenac, La Serre etc., war ein französischer Adliger und Militär. 1620 wurde er zum Marschall von Frankreich ernannt.

## Leben
François d’Esparbes de Lussan ist der Sohn von Jean Paul d'Esparbès († 1616), Kapitän der Schottischen Garde, Seneschall von Agenais und Condomois, Gouverneur von Blaye, und Catherine Bernarde de Montagu, Dame de la Serre; Jean Paul d’Esparbès war ein strenger Katholik und Parteigänger der Katholischen Liga, sowie Gegner der Hugenotten und des Königs Heinrich IV. bis zu dessen Konversion 1594.
Im Gegensatz zu seinem Vater war François d’Esparbès de Lussan ein treuer Anhänger Heinrichs, den er in dessen Kriegen gegen die Liga und im Kampf um die Krone unterstützte. Als sein Vater als Gouverneur von Blaye zurückgetreten war, wurde er am 2. August 1590 dessen Nachfolger und behielt das Amt bis 1620. 1597 wurde er durch seine Heirat Vicomte d’Aubeterre. Am 26. Mai 1606 wurde er Kapitän von 50 Mann der königlichen Ordonnanz. Am 29. November 1611 wurde er zum Conseiller d’État ernannt, am 3. Januar 1612 dann Gouverneur und Seneschall des Agenais und des Condomois als Nachfolger seines demissionierten Vaters. Im gleichen Jahr wurde er zum Ritter im Orden vom Heiligen Geist ernannt, er starb allerdings, bevor er die formelle Aufnahme erfolgte.
Nachdem er sich 1620 für die Königinmutter Maria de’ Medici erklärt und damit gegen Ludwig XIII. gestellt hatte, demissionierte er im September 1620 als Gouverneur von Blaye gegen eine Summe von 300.000 Livre; sein Nachfolger wurde ein jüngerer Bruder des Duc de Luynes, Léon d’Albert, Seigneur de Brantes, Herzog von Piney. Am 18. September 1620 wurde er zudem zum Marschall von Frankreich ernannt, den zugehörigen Eid leistete er am 19. September. Am 22. September wurde er zum Conseiller honoraire im Parlement de Bordeaux ernannt, mit Zutritt zu den Sitzungen, wenn er es für erforderlich hält.
1621 diente der Marschall Aubeterre unter dem Oberbefehl des Herzog von Mayenne und kommandierte bei der Belagerung und Eroberung von Caumont und Nérac. Danach zog er sich auf Burg Aubeterre zurück, wo er Ende Januar 1628 starb. Er wurde im von ihm gegründeten Paulaner-Konvent (Couvent des Minimes) in Aubeterre bestattet.

## Ehe und Famille
Am 12. April 1597 heiratete er per Ehevertrag Hippolyte Bouchard, Vicomtesse d'Aubeterre, einzige Tochter von David Bouchard, Vicomte d'Aubeterre, Ritter im Orden vom Heiligen Geist, Conseiller d'État, Sénéchal und Gouverneur des Périgord, und Renée de Bourdeilles. Ihre Kinder waren:
- Pierre Bouchard d’Esparbès de Lussan, Marquis d’Aubeterre, Seigneur de la Serre, de Ligardes et de Chadenac, Sénéchal et Gouverneur d’Agénois et de Condomois; ⚭ (Ehevertrag 26. September 1646) Marie Claire de Pardaillan, Tochter von Antoine Arnaud de Pardaillan, Seigneur de Gondrin, Marquis d’Antin et de Montespan, Ritter im Orden vom Heiligen Geist, und Paule de Saint-Lary de Bellegarde (Haus Pardaillan)
- François Bouchard d’Esparbès de Lussan († 28. Februar 1683, 75 Jahre alt), Marquis d’Aubeterre, de Bonnes, Lieutenant-général des Armées du Roi, Conseiller d’État, Gouverneur d’Agénois et Condomois; ⚭ (Ehevertrag 15. Februar 1649) Marie de Pompadour, Tochter von Léonard Philibert, Vicomte de Pompadour, Ritter im Orden vom Heiligen Geist, Conseiller d‘État, Lieutenant-général du Haut et Bas-Limousin, und Marie Fabry
- Roger d’Esparbès de Lussan, genannt le Comte de Lussan, 1627 Seigneur de Chadenac, du Petit Lussan, de Mendre etc.; ⚭ Louise de la Rivière († 26. Mai 1680[2]), Tochter von Antoine de la Rivière, Seigneur de Cheny, und Marguerite Spifame
- Louis d’Esparbès de Lussan d’Aubeterre († Ende Juni 1693, 77 Jahre alt), Comte de la Serre, 1627 Seigneur de Francescas et de Liguardes, Lieutenant-général des Armées du Roi et de la Haute Guyenne, Sénéchal d’Agénois et de Condomois; ⚭ Catherine Thiercelin-Saveuse, Tochter von Charles Thiercelin und Marie de Vienne
- Léon d’Esparbès de Lussan († 27. April 1707, 88 Jahre alt), genannt le Chevalier d’Aubeterre, Leutenant-général des Armées du Roi, Gouverneur von Collioure und Fort Saint-Elme
- Alexandre d’Esparbès de Lussan († jung)
- Jean Jacques d’Esparbès de Lussan († 30 Jahre alt, ledig)
- Marie d’Esparbès de Lussan; ⚭ Léon de Sainte-Maure, Comte de Jonzac, Ritter im Orden vom Heiligen Geist, Sohn von Geoffroy de Sainte-Maure, Seigneur d’Ozillac, und Viviane de Polignac
- Isabelle d'Esparbès de Lussan; ⚭ Pons de Salignac, Comte de Fénelon, die Eltern von François de Salignac, der 1667 zur Evangelisation der Irokesen nach Nordamerika ging; der Comte de Fénélon war zudem der Vater des Schriftstellers und Erzbischofs François de Salignac de La Mothe-Fénelon
- Antoinette d’Esparbès de Lussan; ⚭ (1) 1619, annulliert, Jean, Seigneur de Losses; ⚭ (2) 1628 Jean Jacques d’Esparbès, Seigneur de Belloc
- Madelene d’Esparbès de Lussan, geistlich im Konvent Le Chapelet in Agen
- Madelene d’Esparbès de Lussan, geistlich in Condom, dann Priorin in Prouille